# Spiegel Geschichte (Zeitschrift)
Spiegel Geschichte (Eigenschreibweise SPIEGEL Geschichte) ist eine Zeitschrift des Spiegel-Verlags zu historischen Themen.

## Printversion
In der seit 1988 erschienenen Reihe Spiegel Spezial gab es u. a. Hefte zu historischen Themen. In den Jahren 2007 und 2008 erschienen die Hefte mit Geschichtsthemen einmal im Quartal unter dem Titel Spiegel Special Geschichte.
Seit 2009 erscheint die Zeitschrift Spiegel Geschichte sechsmal im Jahr und behandelt historische Themen.

## Digitalausgabe
Zusätzlich zum gedruckten Heft gibt es seit Juli 2013 auch eine digitale Ausgabe von Spiegel Geschichte für Webbrowser und App, für die die Heftinhalte speziell aufbereitet und um Videos, interaktive Grafiken und 360-Grad-Panoramafotos ergänzt werden.

## Titel der einzelnen Jahrgänge

### Spiegel Special Geschichte
Spiegel Special Geschichte 2007:
- 1/2007: Die Erfindung der Deutschen. Wie wir wurden, was wir sind (online)
- 2/2007: Afrika. Das umkämpfte Paradies (online)
- 3/2007: Preussen. Der kriegerische Reformstaat (online)
- 4/2007: Experiment Kommunismus. Die Russische Revolution und ihre Erben (online)

Spiegel Special Geschichte 2008:
- 1/2008: Hitlers Machtergreifung. 30. Januar 1933: Der Anfang vom Untergang (online)
- 2/2008: Götter, Helden, Denken. Die Ursprünge der europäischen Kultur im antiken Griechenland (online)
- 3/2008: Der Kalte Krieg. Wie die Welt das Wettrüsten überlebte (online)
- 4/2008: USA. Aufstieg und Krise einer Weltmacht (online)

### Spiegel Geschichte
Spiegel Geschichte 2009:
- 1/2009: Das Ende des Römischen Reiches (online)
- 2/2009: Ein deutsches Wunder. Sechzig Jahre Bundesrepublik (online)
- 3/2009: Jerusalem. Geburtsstadt des Glaubens (online)
- 4/2009: Geld! Von den Fuggern zur Finanzkrise: Eine Chronik des Kapitals (online)
- 5/2009: Die Geburt der Moderne. Zeitenwende um 1500. Als die Welt sich neu erfand (online)
- 6/2009: Die Habsburger. Aufstieg und Fall der mächtigsten Familie Europas (online)

Spiegel Geschichte 2010:
- 1/2010: Die Französische Revolution. Aufstand gegen die alte Weltordnung (online)
- 2/2010: Persien. Superstaat der Antike, Gottesstaat der Mullahs (online)
- 3/2010: Der Krieg. 1939 – 1945: Als die Welt in Flammen stand (online)
- 4/2010: Die Welt der Staufer. Von Barbarossa bis Friedrich II.: Kaisermacht im Mittelalter (online)
- 5/2010: Der Islam. 1400 Jahre Glaube, Krieg und Kultur (online)
- 6/2010: Die Wikinger. Krieger mit Kultur: Das Leben der Nordmänner (online)

Spiegel Geschichte 2011:
- 1/2011: Die Deutschen im Osten. Auf den Spuren einer verlorenen Zeit (online)
- 2/2011: Die Hohenzollern. Eine Dynastie, die Deutschland prägte (online)
- 3/2011: Arabien. Kalifen, Kriege und der Kampf um Freiheit (online)
- 4/2011: Der Dreißigjährige Krieg. Die Ur-Katastrophe der Deutschen (online)
- 5/2011: Japan. Das geheimnisvolle Kaiserreich (online)
- 6/2011: Jesus von Nazareth und die Entstehung einer Weltreligion (online)

Spiegel Geschichte 2012:
- 1/2012: Das Russland der Zaren (online)
- 2/2012: Kleopatra und der Untergang des ägyptischen Reiches (online)
- 3/2012: Venedig. Von der Seemacht zum Sehnsuchtsort (online)
- 4/2012: Die Päpste. Absolute Herrscher im Namen Gottes (online)
- 5/2012: Berlin. Die Hauptstadt der Deutschen (online)
- 6/2012: Karl der Große. Der mächtigste Kaiser des Mittelalters (online)

Spiegel Geschichte 2013:
- 1/2013: Das Britische Empire. 1600–1947: Als England die Welt regierte
- 2/2013: Die Germanen. Europas geheimnisvolles Urvolk (online)
- 3/2013: Das Deutsche Kaiserreich. 1871 bis 1914: Der Weg in die Moderne (online)
- 4/2013: Das Leben im Mittelalter. Der Alltag von Rittern, Mönchen, Bauern und Kaufleuten (online)
- 5/2013: Der Erste Weltkrieg. 1914–1918: Als Europa im Inferno versank (online)
- 6/2013: Die Renaissance. Aufbruch aus dem Mittelalter (online)

Spiegel Geschichte 2014:
- 1/2014: Byzanz. Das Kaiserreich am Bosporus (online)
- 2/2014: Inka – Maya – Azteken. Die geheimnisvollen Königreiche (online)
- 3/2014: Die Revolution von 1848. Als Deutschland die Freiheit entdeckte (online)
- 4/2014: Britanniens Krone. Von den Angelsachsen bis zu Königin Elisabeth II. (online)
- 5/2014: Die Weimarer Republik. Deutschlands erste Demokratie (online)
- 6/2014: Die Bibel. Das mächtigste Buch der Welt (online)

Spiegel Geschichte 2015:
- 1/2015: Herrscher, Ketzer, Minnesänger. Die Menschen im Mittelalter (online)
- 2/2015: Israel. Land der Hoffnung, Land des Leids (online)
- 3/2015: Die DDR. Leben im sozialistischen Deutschland (online)
- 4/2015: Die Bombe. Das Zeitalter der nuklearen Bedrohung (online)
- 5/2015: Rom. Aufstieg und Fall der Republik (online)
- 6/2015: Die Reformation. Aufstand gegen Kaiser und Papst (online)
- 7/2015: Helmut Schmidt. Der letzte Staatsmann (online)

Spiegel Geschichte 2016:
- 1/2016: Die Kolonialzeit. Als Europa die Welt beherrschte (online)
- 2/2016: Mesopotamien. Aufbruch in die Zivilisation (online)
- 3/2016: Das Reich der Deutschen. 962–1871: Eine Nation entsteht (online)
- 4/2016: Die 60er Jahre. Pop, Protest und Fortschrittsglaube (online)
- 5/2016: Amerika. Land der Pioniere (online)
- 6/2016: Russland. Vom Zarenreich zur Weltmacht (online)

Spiegel Geschichte 2017:
- 1/2017: Der Islam und die Europäer. Machtkampf, Handel und Kultur seit 1300 Jahren (online)
- 2/2017: Die Aufklärung. Philosophen und Revolutionäre verändern die Welt (online)
- 3/2017: Faschismus. Das europäische Inferno (online)
- 4/2017: Geistesblitze. Die größten Erfindungen und Entdeckungen der Menschheit (online)
- 5/2017: Die Kelten. Fürsten, Druiden, gallische Krieger – Europas rätselhafte Barbaren (online)
- 6/2017: Das Christentum. Die erfolgreichste Religion der Welt (online)

Spiegel Geschichte 2018:
- 1/2018: Die Nachkriegszeit. Als Deutschland sich neu erfand (online)
- 2/2018: Die spektakuläre Welt des Barock. 1650–1789: Monarchen, Minister und Mätressen (online)
- 3/2018: Alexander der Große. Von einem, der auszog, die Welt zu erobern (online)
- 4/2018: Die industrielle Revolution. Deutschland 1850–1900 (online)
- 5/2018: Die Kreuzzüge. Kulturkonflikt im Mittelalter (online)
- 6/2018: Der Buddhismus. Weltreligion aus Fernost (online)

Spiegel Geschichte 2019:
- 1/2019: Wie Essen die Welt prägte. Revolutionen, Kriege, Entdeckerfahrten (online)
- 2/2019: Widerstand gegen Hitler. Mit dem Mut der Verzweiflung (online)
- 3/2019: Unser Italien! Chronik einer turbulenten Beziehung (online)
- 4/2019: Jüdisches Leben in Deutschland. Die unbekannte Welt nebenan (online)[6]
- 5/2019: Geheimdienste. Von 1500 bis heute: Die Schattenwelt der Spionage (online)
- 6/2019: Der Adel. Zum Herrschen geboren? Warum viele Familien immer noch so mächtig sind (online)

Spiegel Geschichte 2020:
- 1/2020: Die 20er Jahre. Zwischen Exzess und Krise – wie ähnlich sich damals und heute sind (online)
- 2/2020: Das alte Ägypten. Eine versunkene Zivilisation wird neu entschlüsselt (online)
- 3/2020: Krieg im Mittelalter. Macht, Ehre, blutige Fehden: Die Zeit des Rittertums (online)
- 4/2020: Dynastien der deutschen Wirtschaft. Ihr Aufstieg, ihr Reichtum, ihre Skandale (online)
- 5/2020: Crashs & Krisen. Wie sie Revolutionen auslösten und Diktatoren hervorbrachten (online)
- 6/2020: Leben im Kaiserreich. Zwischen Pickelhaube und Aufbruch: Deutschland unter den Hohenzollern (online)

Spiegel Geschichte 2021:
- 1/2021: Napoleon und die Deutschen. Wie ein Franzose dem Nationalstaat zum Aufstieg verhalf (online)
- 2/2021: Der deutsche Kolonialismus. Die verdrängten Verbrechen in Afrika, China und im Pazifik (online)
- 3/2021: Antisemitismus. Was der uralte Hass mit modernen Verschwörungsmythen zu tun hat (online)
- 4/2021: Entdecker und Abenteuerinnen. Riskante Reisen ins Unbekannte – vom Mittelalter bis heute (online)
- 5/2021: Das Zeitalter der Hexenjagd. 1400 bis 1800: Die Opfer, die Täter – und die Mythen (online)
- 6/2021: Das Rätsel um Troja. Hat Heinrich Schliemann alles nur erfunden? (online)

Spiegel Geschichte 2022:
- 1/2022: Deutsche Auswanderer. Der große Traum vom neuen Leben – und was daraus wurde (online)
- 2/2022: Der Islam im Mittelalter. Vom Aufstieg einer neuen Macht (online)
- 3/2022: Kriegsgefangenschaft. Die vergessenen Soldaten des Zweiten Weltkriegs – wie das Trauma bis heute nachwirkt (online)
- 4/2022: Die letzten Tage von Pompeji. So lebten die Römer im Schatten des Vulkans (online)
- 5/2022: Sklaverei. Wie Menschen zur Ware wurden – und Deutschland profitierte (online)
- 6/2022: Hitlers treues Volk. Warum die Deutschen dem Nationalsozialismus verfielen (online)

Spiegel Geschichte 2023:
- 1/2023: Die ersten Amerikaner. Jenseits von Winnetou – das wahre Leben der „Indianer“ (online)
- 2/2023: Reiche und Arme – Der große Graben. Die Wurzeln der sozialen Ungleichheit in Deutschland (online)
- 3/2023: Ketzer. Im Namen Gottes – Verfolgt, verurteilt, verbrannt: Wie die Kirche Abtrünnige jagte (online)
- 4/2023: Lust und Macht. Sexualität – von der Antike bis heute (online)
- 5/2023: Söldner. Das Geschäft mit dem Tod (online)
- 6/2023: Verlorene Heimat. Flucht und Vertreibung: Hitlers Krieg und die Folgen (online)

Spiegel Geschichte 2024:
- 1/2024: Was ist deutsch? Vom Mittelalter bis zur Gegenwart: Wie eine heikle Frage immer wieder neu beantwortet wurde (online)
- 2/2024: Menschen der Steinzeit. Unsere erstaunlichen Vorfahren (online)
- 3/2024: Leben in der Stadt. Von den Ursprüngen bis heute: Wie Metropolen die Menschheit veränderten (online)
- 4/2024: Deutschland und die USA. Freunde, Fremde, Feinde: Stationen einer Hassliebe (online)
- 5/2024: Zurück in die Zukunft. Wie Menschen sich früher das Leben von morgen vorstellten (online)
- 6/2024: Familie früher und heute. Wie sich das Zusammenleben über die Jahrhunderte änderte (online)

Spiegel Geschichte 2025:
- 1/2025: Gefährliche Verführer. Wie Populisten Demokratien zerstören (online)
- 2/2025: 80 Jahre nach Hitler. Warum der deutsche Vernichtungskrieg die Welt bis heute nicht loslässt (online)
- 3/2025: Ein neuer Blick aufs Mittelalter. Wie die Menschen vor 1000 Jahren wirklich lebten und dachten(online)